# C. & E. Fein

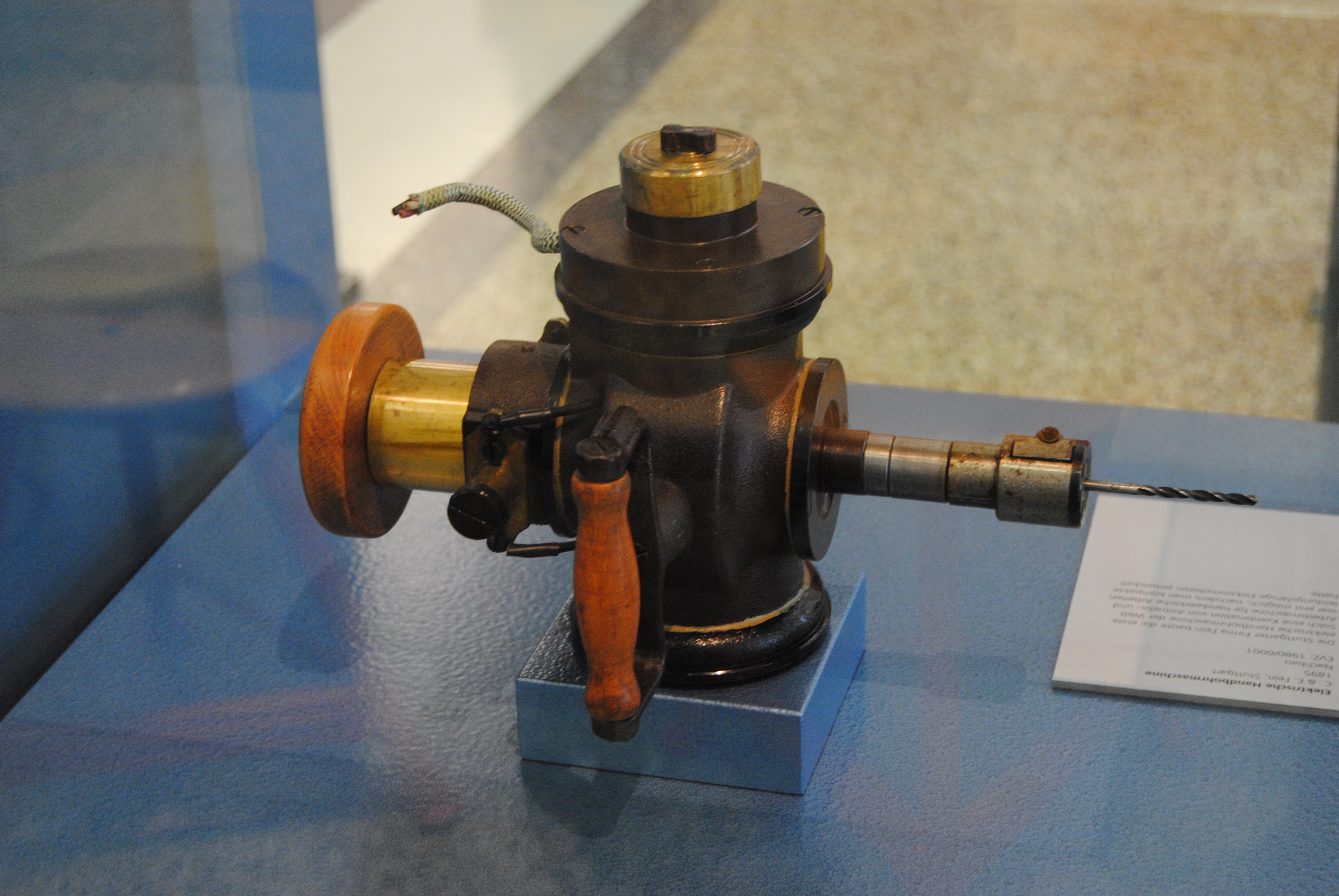
Fein-Handbohrmaschine, trapano manuale Fein del 1895 (replica) presso il Technoseum di Mannheim

La C. & E. Fein GmbH è un costruttore di elettroutensili e attrezzature speciali per l'industria e artigianato nei settori della lavorazione dei metalli, costruzioni e industria automobilistica. La sede della società si trova a Schwäbisch Gmünd-Bargau.

## Azienda
La società ha 900 dipendenti, di cui 530 in Germania e detiene oltre 500 brevetti e 300 proprietà protette da diritto. 13 società internazionali filiali producono in commerciano in 45 paesi diversi.
La C. & E. Fein GmbH produce elettroutensili per la lavorazione dei metalli, rettifiche, forature, edilizia, ristrutturazioni, carrozzerie, navale e produzione serie.

## Storia
Nel 1867 il fondatore Wilhelm Emil Fein assieme al fratello Carl fonda a Stoccarda una „Mechanische Werkstatt“ – firma C. & E. Fein. Il primo prodotto uscì dall'azienda il 1873 e fu un apparecchio per elettroterapia. Nel 1875 venne creato da Fein il primo sistema d'allarme incendio elettrico.
Per il giubileo del 25° presso la Kultur- und Kongresszentrum Liederhalle viene presentata la 1000^ dinamo della Feine. La città di Stuttgart nel 1879 acquista dalla Fein un sistema di allarme antincendio, con stazioni di allarme munite di telegrafo (Morsetelegraphen) e 50 stazioni di allarme (Feuermelder), alcune con telefono. Altri sistemi di allarme a firma Fein vennero installati nelle città di Nürnberg (1878), Gotha (1881), Ludwigsburg (1881), Frankfurt (Oder) (1882), Worms (1883), Regensburg (1887), Esslingen (1891), Bayreuth (1891), Karlsruhe (1892), Schwerin (1894) e Kempten (1894).
Nel 1885 la Fein sviluppa il primo telefono portabile, per impieghi militari. Nel 1895 Fein sviluppa il primo esempio al mondo di trapano manuale, precursore degli elettroutensili.
Nell'anno 1892 la duchessa del Württemberg, Vera Konstantinovna Romanova (1854–1912), fece installare da Wilhelm Emil Fein un sistema a telegrafo, nell'abitazione.
Il primo trapano con sistema a percussione „Bohrmaschine mit elektro-pneumatischem Schlagwerk“ venne sviluppato nel 1914 e brevettato. Nel 1927 viene sviluppata la cesoia e il primo seghetto elettrico.
Il primo elettroutensile con tecnologia oscillante viene messo in vendita nel 1967. Nel 1985 viene commercializzato i primo elettroutensile a batteria Fein. Il sistema di serraggio rapido dell'utensile Fein QuickIN viene introdotto nel 1987 rendendo più sicura la smerigliatrice. L'attrezzo dell'anno 2001 fu la smerigliatrice Fein WSB 20-180/230. Nel 2002 viene premiato l'avvitatore Mammut. Il sistema TipStart attraverso una guida d'onda Fein Evo migliora l'uso della smerigliatrice angolare. Nel 2007 viene presentata la serie MultiMaster con QuickIN e presa manuale migliorata.